# Beton-Fertiggarage

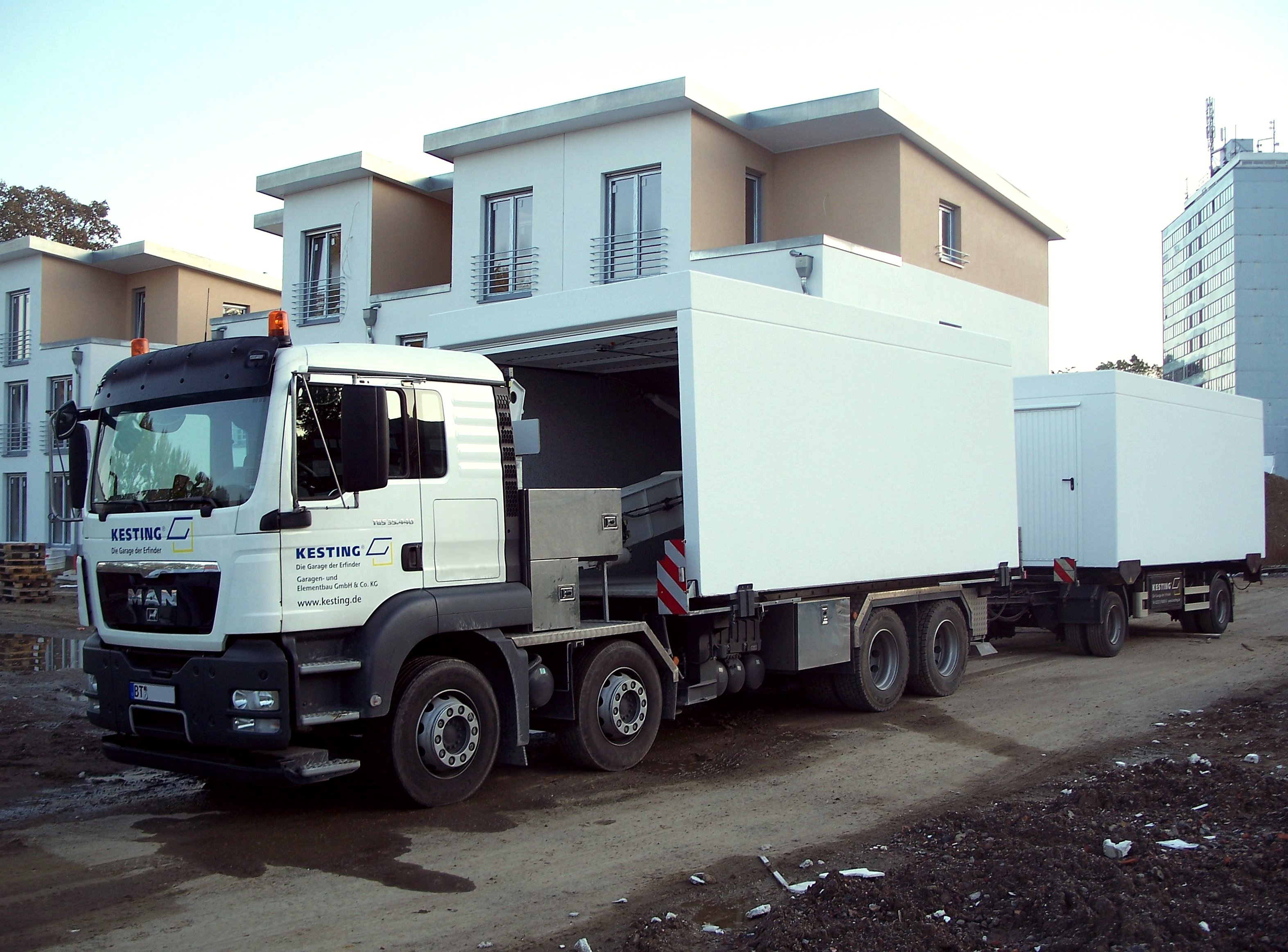
Beton-Fertiggaragen bei der Anlieferung

Beton-Fertiggaragen ist der Sammelbegriff für Garagen, die aus Stahlbeton-Fertigteilen hergestellt werden (vergl. DIN 18 186, DIN EN 13978-1). Fertiggaragen werden grundsätzlich aus mit Stahl bewehrtem Beton hergestellt.
Dieser Verbundbaustoff besitzt eine hohe Tragfähigkeit und lange Lebensdauer. Er bildet bei Beton-Fertiggaragen die Form des Bauteils und übernimmt die auftretenden statischen Druckkräfte sowie den Schutz der Bewehrung vor Korrosion.

## Herstellungsverfahren
Es gibt zwei verschiedene Herstellungsverfahren für Beton-Fertiggaragen.
- Verwendung einer Schalungsmaschine, in der die komplette Garage inklusive des Bodens in einem Betoniervorgang hergestellt wird. Dabei entsteht ein monolithischer, also fugenloser, Garagenkörper.
- Bei dieser Variante werden in der Schalungsmaschine in einem Prozess Längswände, Rückwand, das Torteil und die Dachfläche betoniert.

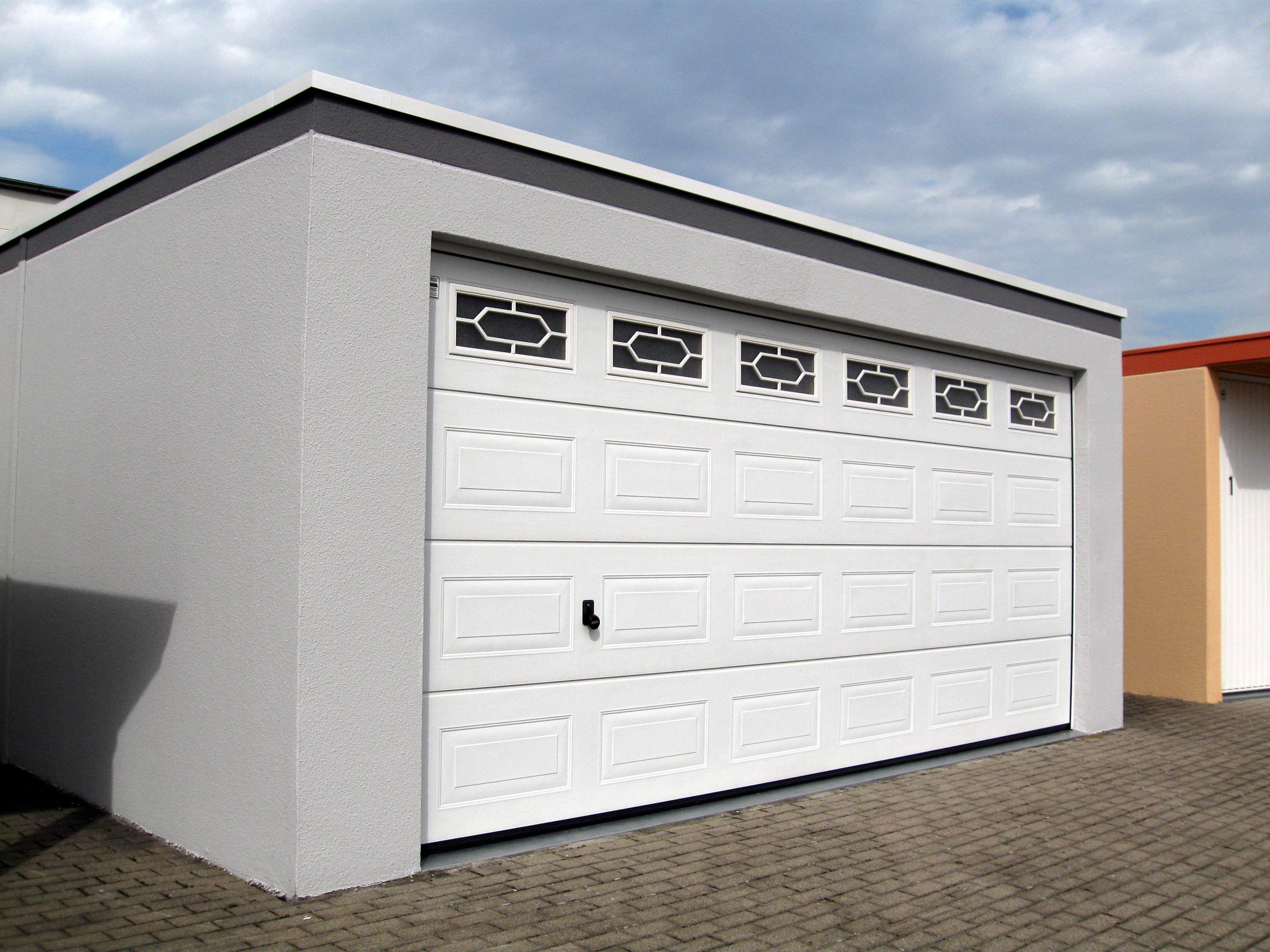
Großraumgarage

Für die Herstellung des Bodens gibt es bei dieser Produktionsvariante drei Alternativen:
- Der vorgefertigte Boden wird in die Schalungsmaschine eingefügt und anschließend der Garagenkörper betoniert.
- Der vorgefertigte Boden wird in den betonierten Garagenkörper eingeschweißt oder eingeschraubt.
- Nachdem der Körper betoniert ist, wird der Boden nachträglich anbetoniert.

Bei allen Verfahren entsteht eine fertigungsbedingte Arbeitsfuge, die allerdings die Tragfähigkeit des Bodens nicht beeinträchtigt.

## Ausstattung
Der Innenraum der Beton-Fertiggaragen wird mit einem wischfesten Farbanstrich versehen, die Außenwände erhalten einen witterungsbeständigen Putz. Je nach Hersteller wird die Dachfläche unterschiedlich ausgeführt (zusätzliche Beschichtung, Bekiesung, Begrünung u. a.) und mit einem Wasserablauf mit Fallrohr bis zur Außenkante der Garage ausgestattet.
Tore, Türen und Fenster können flexibel nach den Wünschen des Bauherren ausgesucht werden. Standardmäßig ist als Tor allerdings ein endlackiertes Schwingtor mit einem Torblatt aus Stahlsickenblech vorgesehen. In den vergangenen Jahren hat vor allem die Vielfalt bei Sektionaltoren erheblich zugenommen.

## Garagenlüftung
Die Lüftung in einer Fertiggarage erfolgt vorwiegend durch die natürliche Fugenlüftung und wird gezielt durch Lüftungslöcher, in der Seiten- oder Rückwand als Querlüftung zwischen Garagentor und Lüftungslöchern, unterstützt. Diese Lüftungslöcher sind mit Lüftungsgittern aus Kunststoff von außen abgedeckt, die wie Wetterschutzgitter funktionieren. Diese beiden Lüftungformen dienen lediglich der Entfeuchtung und der Verbesserung der Raumluftqualität in der Garage. Bei geschlossenem Garagentor darf der Motor dennoch nicht gestartet werden, da Vergiftungsgefahr besteht.

## Einsatzmöglichkeiten
Beton-Fertiggaragen gibt es als Einzel- oder Reihengarage. Außerdem können diese auch als Tiefgarage, Doppelparker- oder Doppelstockgarage gebaut werden. Außerdem bieten die Hersteller Beton-Fertiggaragen auch für andere Einsatzmöglichkeiten an. So werden sie auch als Kellerersatzräume oder Regenwasserspeicher für nachhaltige Regenwassernutzung angeboten. Beton-Fertiggaragen sind durch ihr Herstellungsverfahren im Design sehr flexibel und können zum Beispiel auch runde Formen bekommen.

## Genehmigungen, Baurecht, Grenzbebauung
Die Hersteller von Beton-Fertiggaragen stellen in der Regel Typenblätter für die jeweiligen Garagen sowie eine für diese gültige Typenstatik zur Verfügung, die dem Bauantrag beigefügt werden. Zum Teil bieten die Hersteller an, den Bauantrag zu stellen. Dies spart zusätzliche Kosten.
Beim Bau von Garagen unbedingt zu beachten ist das Baurecht. Vor allem wenn Bauten direkt auf die Grenze geplant werden, sind die speziellen Vorschriften für Grenzbebauung zu beachten. Hierzu bieten die Hersteller teilweise Beratung und Informationen an.

## Vorbereitung der Baustelle, Montage
Beton-Fertiggaragen bedürfen keines umlaufenden Fundamentes, normalerweise reichen bewehrte Streifenfundamente unter der Tor- und Rückwand aus.
Beton-Fertiggaragen werden mit einem speziellen Transport- oder Versetzfahrzeug als Ganzes angeliefert. Daher muss die Erreichbarkeit der Baustelle gewährleistet sein. Ein Vorteil von Beton-Fertiggaragen ist, dass sie später problemlos versetzt werden können.

## Vorteile
- ca. 50 % Preisvorteil gegenüber einer gleichwertig gemauerten Garage
- Weiterer Preisvorteil durch Eigenleistung z. B. beim Fundament
- die Festpreisgarantie
- lange Garantien (bis zu 5 Jahre)
- ein Vertragspartner, wichtig für die Gewährleistung bei Baumängeln
- kurze Bauzeit, Beton-Fertiggaragen können innerhalb einer Stunde montiert werden
- Fertigstellung unabhängig von der Witterung
- größere Nutzfläche durch geringere Wandstärken, als bei gemauerten Wänden

## Nachteile
1. Rissbildung
- Beton-Fertiggaragen neigen konstruktionsbedingt zur Rissbildung in Decken und Wänden. Nach der Norm für Betonfertiggaragen, DIN 18186, wird die Dauerhaftigkeit der Garage durch einzelne Risse, deren Rissbreite 0,4 mm nicht überschreitet, nicht beeinträchtigt.
- Rissbildungen < 0,4 mm sind kein Reklamationsgrund.
- Die oftmals verzeichneten Risse sind teils optisch stark beeinträchtigend und reduzieren ggf. den Wiederverkaufswert.
- Werden die Risse > 0,4 mm nachgebessert, sind diese je nach Art der Ausführung zwar dauerhaft unschädlich, die Ausbesserungsstellen jedoch bleiben sichtbar.
- Hersteller und Vertriebsfirmen weisen auf diesen Umstand regelmäßig nicht hin.

2. Schwitzwasser
- Beton-Fertiggaragen neigen insbesondere bei plötzlichen, wetterbedingten Temperatursprüngen konstruktionsbedingt zur Schwitzwasserbildung an den Wänden und vor allem an der Decke.
- Im Einzelfall kann das Schwitzwasser zu starker Tropfenbildung führen und zum „Abregnen“ von der Decke führen.
- Die Aufbewahrung feuchtigkeitsempfindlicher Dinge ist nicht empfehlenswert, da die Luftfeuchtigkeit durch die Schwitzwasserbildung teils sehr intensiv ist.
- Hersteller und Vertriebsfirmen weisen auf diesen Umstand regelmäßig eher verniedlichend hin und erklären dazu „korrektes“ Lüftungsverhalten durch den Nutzer.